# Пудрия
Пудрѝя е село в Северозападна България. То се намира в община Криводол, област Враца.

## Природни и културни забележителности
В околността на селото (на около 2 километра) се намира голям камък. Според една легенда Крали Марко и неговата сестра Милена се надскачали във Врачанския Балкан и той паднал върху този камък. Съответно в камъка си личат следите от краката, меча и торбата му, както и стъпките на неговото куче.
Недалеч от село Пудрия в близката гора, потулени от величествените многогодишни дървета, се крият останки от манастир. Този манастир е разрушен от бомбардировки още по време на една от Световните войни. Сега от него не е останало почти нищо, освен един огромен кръг, разположен сред зеленината на дърветата. Там са намирани старинни съдове и монети. Но както в повечето случаи с такива останали от миналото отломки и находки, те най-вероятно са прибрани от иманяри.

## История
Край селото има местности с интересни легенди.
Легенда за Султаница
В края на селото над язовира има местност, наречена Султаница. Легендата разказва, че някога още по турско време в селото живял един бей. Той имал красива дъщеря Султана, която се залюбила с един от местните ергени. Беят разбрал за тази любов и забранил на дъщеря си да се вижда с момчето. Младите обаче много се обичали и решили да избягат и да се оженят. За тяхно нещастие главорезите на бея ги застигнали и ги посекли във въпросната местност, затова хората я нарекли Султаница в чест на момичето и смелостта, която проявило.
Легенда за Куманица
На няколко километра от селото непосредствено до село Големо Бабино има друга местност, наречена Куманица. Легендата за нея е още от турско време. В селото живеели брат и сестра (Куман и Аница), които били 
кръгли сираци. Един ден през селото минавали турски войници и техният водач много харесал Аница и пожелал да я вземе със себе си.
Братът, разбира се, не я давал и турският главатар се съгласил да не я взема при едно условие: да изкачи един много стръмен склон с вързани ръце и носейки сестра си на гръб.
Цялото село отишло да гледа това зрелище. Когато с много мъка Куман стигнал върха и се изправил, турският водач извадил пушката си и ги гръмнал. Докато пълзял Куман по склона обаче, хората от селото го подкрепяли, като викали: „Хайде Кумане, хайде Анице“, а от ехото се чувало „Куманице“, „Куманице“..... И така останало и името на тази местност – Куманица.

## Население
Преброяване на населението през 2011 г.
Численост и дял на етническите групи според преброяването на населението през 2011 г.:
|                     | Численост | Дял (в %) |
| Общо                | 649       | 100,00    |
| Българи             | 397       | 61,17     |
| Турци               | 0         | 0,00      |
| Цигани              | 63        | 9,700     |
| Други               | 0         | 0,00      |
| Не се самоопределят | 0         | 0,00      |
| Неотговорили        | 189       | 29,12     |

## Други
Има легенда за произхода на името на селото, която обяснява и имената на околните населени места.
Имало една баба, която имала крава. Селото, в което живяла бабата, било кръстено Големо Бабино. Бабата изгубила кравата си, докато пасяла в един крив дол (днешният град Криводол) и тръгнала да я търси. Стигнала до едно село, където попитала жителите дали са виждали една крава. Те и отговорили „подири я по-нагоре“ и оттам дошло името на селото (Пудрия). Бабата продължила да търси кравата си и стигнала до съседното село, където била разфасована и одрана кравата. Това е днешното село Краводер. Главата на кравата попаднала в трето село, наречено впоследствие Главаци, а бутовете и попаднали в съседното село, кръстено впоследствие Ботуня.